# Pseudosphenoptera almonia
Pseudosphenoptera almonia är en fjärilsart som beskrevs av M.Gaede 1926. Pseudosphenoptera almonia ingår i släktet Pseudosphenoptera och familjen björnspinnare. Inga underarter finns listade.